# Canon Dahlgren
Le canon Dahlgren est un type de canon à chargement par la bouche et à âme lisse principalement utilisé durant la guerre de Sécession. Inventé par le contre-amiral John A. Dahlgren, ce type de canons est très utilisé par la marine de l'Union. Dahlgren conçoit ses canons sur des bases scientifiques qui leur donnent une forme caractéristique : l'arrière soumis à de plus grandes pressions lors de l'explosion est plus épais que la bouche du canon, donnant au canon une forme de bouteille de soda.

## Utilisation
En théorie, un 11 pouces (27,94 cm) Dahlgren réclame 17 servants pour le mettre en œuvre. Les canons peuvent tirer des obus coniques de 136 livres (61,67 kilos) ou des boulets de fonte qui pèsent 77 kilogrammes chacun. Il faut deux hommes pour en manipuler un et le charger dans le tube du canon. Si un certain nombre de projectiles sont déjà stockés dans la tourelle, il faut ensuite les monter de la réserve qui est sur le côté du poste d'équipage.

La cadence de tir est faible, un coup toutes les huit à dix minutes.